# Portretten van Pierre Simons en zijn echtgenote Sarah Lane
De Portretten van Pierre Simons en zijn echtgenote Sarah Lane zijn twee portretminiaturen, geschilderd door Louis-Marie Autissier (1772-1830). Hij was belangrijk voor de portretminiatuurschilderkunst in de 19e eeuw in België.

## Iconografie
Deze portretten van de Brusselse carrossier Pierre Simons (1767-1847) en zijn echtgenote Sarah Lane zijn typisch voor de stijl van deze kunstschilder. Het kleurgebruik en de aandacht voor de detaillering van kostuums en accessoires is opmerkelijk. De portretten zijn uitgevoerd op een ondergrond van ivoor en historisch belangrijk voor het Belgisch patrimonium.

## Achtergrond
Louis-Marie Autissier was eerst hofschilder van Lodewijk Napoleon Bonaparte, koning van Holland, en nadien van Willem I, eerste koning van het Verenigd Koninkrijk der Nederlanden. Hij beïnvloedde talrijke artiesten van de volgende generatie door zijn scherpe stijl.

## Geschiedenis
De Portretten van Pierre Simons en zijn echtgenote Sarah Lane werden in 2016 verworven door het Fonds Christian Bauwens, onder beheer van het Erfgoedfonds van de Koning Boudewijnstichting. De miniaturen zijn tentoongesteld in de Koninklijke Musea voor Kunst en Geschiedenis  te Brussel.